# Don Quichotte (película de 1933)
Don Quichotte es una película francesa de 1933 basada en la novela Don Quijote de la Mancha de Miguel de Cervantes. Dirigida por Georg Wilhelm Pabst, Fiódor Chaliapin interpretó el papel principal homónimo.

## Sinopsis
La película comienza con el gran héroe español Don Quijote de la Mancha, que lee con entusiasmo libros sobre los buenos viejos tiempos de la caballería y, como resultado, decide emprender sus propias aventuras como noble caballero. A su lado está su fiel servidor Sancho Panza, a quien promete tesoros incalculables, y que luego se convierte en su escudero. Don Quijote le pide a un comediante ambulante que participa en una representación teatral en una venta que lo nombre caballero. Don Quijote ve al malabarista como el noble caballero literario Amadís de Gaula y no se da cuenta de que al actor, pronto le resulta divertido presentar al flaco caballero como un viejo tonto a su divertida audiencia teatral. La gente común de la taberna se divierte mucho cuando Don Quijote se expone al ridículo con su actitud caballeresca. No se hace más creíble el hombre que acaba de hacerse caballero cuando declara también como su reina de corazones a una simple doncella de esta venta y, la llama Dulcinea del Toboso.
Junto a Sancho Panza, sale a cabalgar, hacia sus aventuras en su caballo Rocinante. El objetivo de sus acciones es eliminar las injusticias de este mundo y desafiar a los villanos. Un día, Don Quijote acepta la invitación del duque de la provincia, y se aloja en su casa. Para hacer que Don Quijote entre en razón y sacarlo de sus casillas, la sobrina del duque le pide a su tío que desafíe a Don Quijote a un duelo, en un torneo de caballeros para derrotarlo. Cuando Don Quijote se entera de que lo están engañando, se enfada y se marcha altivo. Luego, finalmente encontró oponentes "dignos": a veces es un rebaño de ovejas, a veces molinos de viento, que le parecen un ejército de gigantes malvados. La aspa de un molino de viento eleva a Don Quijote tan alto en el aire que tiene que intervenir la autoridad para liberar al caballero de la triste forma de su situación. En el proceso, Don Quijote resulta gravemente herido.
Ya basta, piensan los bien intencionados, y traen de vuelta a su casa al anciano, enfermo física y psíquicamente. En la marcha, a través de los vecinos de su pueblo natal, se expone al ridículo de su comunidad natal en una jaula. En su casa, se destruyen sus sueños con el incendio de su biblioteca. Profundamente conmocionado, Don Quijote muere. Después de todo, el último libro también fue víctima de las llamas. Pero este último libro, que cuenta su propia historia, resurge como un ave fénix de las cenizas y vuelve a la vida. Acaba de nacer la leyenda de Don Quijote, el noble caballero.

## Producción
Don Quijote fue la segunda producción de Pabst desde que se mudó a París. La versión francesa se mostró en países de habla alemana. Se publicó al mismo tiempo que el de habla inglesa en otoño de 1932. El lanzamiento tuvo lugar en Cap d'Ail. El director Pabst se había instalado en Francia ese mismo año, en enero de 1932, y realizó la película La dama de la Atlántida inmediatamente antes que Don Quijote.
Don Quijote se estrenó el 16 de abril, y en marzo de 1933 en Bruselas. El 1 de mayo de 1933, la película también se proyectó en Londres con el título de Don Quixote, en español antiguo. La película se proyectó en Austria el 2 de noviembre y, en febrero de 1934 en Viena. Hasta el momento no se pudo determinar un estreno en el entonces Reich alemán.
Se estrenó en los Estados Unidos el 23 de abril y se publicó en diciembre de 1934. La película se proyectó por primera vez en la Alemania de la posguerra, el 19 de febrero de 1968 en ARD .
Don Quichotte es la única película sonora del famoso cantante de ópera Chaliapin. El exiliado ruso fue el único actor en ambas versiones. Se dice que una versión en alemán de la película se filmó simultáneamente.
Las construcciones cinematográficas son de Andrej Andrejew. El alemán Max Pretzfelder, que había trabajado anteriormente en The Threepenny Opera y The Lady of Atlantis de Pabst, también diseñó el vestuario para esta película de Pabst. Lotte Reiniger fue responsable de los juegos de sombras chinas que se ven en la película.

## Reseñas
El Österreichische Film-Zeitung informó en su edición del 1 de abril de 1933 en la página 3 sobre el estreno: "Los informes sobre el estreno de la nueva película principal de GW Pabst 'Don Quijote', con Fedor Chaliapin en el papel principal, no son del todo consistentes. Mientras que algunos elogian la película como un maravilloso libro ilustrado para adultos, lleno de una poesía y una atmósfera abrumadora, otros dicen que aunque se convocó a innumerables escritores, músicos y técnicos altamente cualificados para hacer el trabajo y no se escatimó en gastos, no fue algo tan perfecto, podría haber sido creado con más finura, como hubiera sido digno de Chaliapin y el personaje, Don Quijote. Se dice que el héroe de la película aparece como un galimatías literario ajeno a las masas, cuyas acciones no serían del todo comprensibles para el público en general, pero una audiencia artísticamente exigente encontraría la película demasiado simplista y operística. Sin embargo, el magnífico arte del canto de Chaliapin se aborda constantemente como un gran logro artístico. No obstante, la película se considera de visión obligada".
Herbert L. Matthews escribió el 23 de abril de 1933 en el New York Times: "Cada pocos meses, París, como todos los demás grandes centros cinematográficos, tiene la oportunidad de estrenar una película realmente importante, que se destaca por encima de los estrenos habituales y, por lo tanto, hace historia en el cine. Una película de este tipo acaba de estrenarse aquí, después de meses de expectación, genuinamente interesante, tanto para la crítica como para el público. Es "Don Quichotte" de GW Pabst, con Feodor Chaliapin en el papel principal. […] Correspondía a Georg Wilhelm Pabst completar el trasfondo y proporcionar el medio por el cual este Don Quijote iba a ser presentado al público, y lo ha hecho con su consumado arte habitual. Hay escenas en esta imagen de una belleza impresionante y, lo mejor de todo, hay una atmósfera que transmite el espíritu de la época y la historia sin herir sensibilidades.
Georges Sadoul escribió sobre las producciones cinematográficas de Pabst en Francia: "Casi todas fueron mediocres ("Mademoiselle Docteur", "Le Drame de Shanghai"), excepto la película "Don Quichotte" que filmó en el primer año de su exilio en París.
La enciclopedia de cine internacional encontró que Pabst había convertido la plantilla literaria de Cervantes en secuencias de imágenes visualmente sugerentes, de una manera muy sensible. La simpatía por el "Caballero de la Triste Figura", con cuyo destino se lamenta los destinos de la caballerosidad y la bondad.
El diccionario del cine afirma lo siguiente sobre la producción de Pabst: Le "Don Quichotte" (1933), qu'il tourne sera le dernier film encore digne de son grand talent. 